# Fed Cup 2015 Zona Americana
La Zona Americana (Americas Zone) è una delle 3 divisioni zonali nell'ambito della Fed Cup 2015. Essa è a sua volta suddivisa in due gruppi (Gruppo I, Gruppo II) formati rispettivamente da 7 e 12 squadre, inserite in tali gruppi in base ai risultati ottenuti l'anno precedente.

## Gruppo I
- Sede: La Loma Centro Deportivo, San Luis Potosí, Messico (cemento outdoor - decoturf)
- Periodo: 4-7 febbraio
- Formula: due gironi (Pool) rispettivamente da 3 e 4 squadre, in cui ogni squadra affronta le altre incluse nel proprio Pool. Successivamente la prima in classifica del Pool A affronta la prima del Pool B per l'ammissione agli spareggi del Gruppo Mondiale II. Vengono contemporaneamente disputati due spareggi fra le rimanenti squadre (eccetto la seconda del Pool B) per stabilire le due retrocessioni: uno vede affrontarsi la seconda del Pool A e la quarta del Pool B; nell'altro si scontrano invece le terze classificate di ciascun girone.

|   | Pool A (Dettagli) | Brasile (bandiera) | Colombia (bandiera) | Cile (bandiera) |
| 1 | Brasile (2-0)     |                    | 2-1                 | 3-0             |
| 2 | Colombia (1-1)    | 1-2                |                     | 2-1             |
| 3 | Cile (0-2)        | 0-3                | 1-2                 |                 |

|   | Pool B (Dettagli) | Paraguay (bandiera) | Messico (bandiera) | Bolivia (bandiera) | Venezuela (bandiera) |
| 1 | Paraguay (3-0)    |                     | 2-1                | 3-0                | 3-0                  |
| 2 | Messico (2-1)     | 1-2                 |                    | 3-1                | 3-0                  |
| 3 | Bolivia (1-2)     | 0-3                 | 1-2                |                    | 2-1                  |
| 4 | Venezuela (0-3)   | 0-3                 | 0-3                | 1-2                |                      |

### Spareggio promozione

#### Brasile vs. Paraguay
| Brasile 1 | La Loma Centro Deportivo, San Luis Potosí, Messico 7 febbraio 2015 cemento (outdoor - decoturf) | La Loma Centro Deportivo, San Luis Potosí, Messico 7 febbraio 2015 cemento (outdoor - decoturf) | Paraguay 2 |      |   |  |
| \| \| \| \| 1 \| 2 \| 3 \| \| \| - \| \| ------------------------------------------------------------------------------------- \| --- \| ---- \| - \| \| \| 1 \| \| Paula Cristina Gonçalves Montserrat González \| 6 0 \| 6 3 \| \| \| \| 2 \| \| Beatriz Haddad Maia Verónica Cepede Royg \| 4 6 \| 64 7 \| \| \| \| 3 \| \| Paula Cristina Gonçalves / Teliana Pereira Verónica Cepede Royg / Montserrat González \| 3 6 \| 3 6 \| \| \| |                                                                                                 |                                                                                                 |            |      |   |  |
| |                                                                                                 |                                                                                                 | 1          | 2    | 3 |  |
| 1 | Brasile (bandiera) · Paraguay (bandiera)                                                        | Paula Cristina Gonçalves Montserrat González                                                    | 6 0        | 6 3  |   |  |
| 2 | Brasile (bandiera) · Paraguay (bandiera)                                                        | Beatriz Haddad Maia Verónica Cepede Royg                                                        | 4 6        | 64 7 |   |  |
| 3 | Brasile (bandiera) · Paraguay (bandiera)                                                        | Paula Cristina Gonçalves / Teliana Pereira Verónica Cepede Royg / Montserrat González           | 3 6        | 3 6  |   |  |

### Spareggi retrocessione

#### Colombia vs. Venezuela
| Colombia 2 | La Loma Centro Deportivo, San Luis Potosí, Messico 7 febbraio 2015 cemento (outdoor - decoturf) | La Loma Centro Deportivo, San Luis Potosí, Messico 7 febbraio 2015 cemento (outdoor - decoturf) | Venezuela 0 |     |   |             |
| \| \| \| \| 1 \| 2 \| 3 \| \| \| - \| \| ----------------------------------------------------------------------- \| --- \| --- \| - \| ----------- \| \| 1 \| \| Yuliana Lizarazo Aymet Uzcategui \| 6 1 \| 6 1 \| \| \| \| 2 \| \| Mariana Duque Mariño Adriana Pérez \| 6 4 \| 6 0 \| \| \| \| 3 \| \| Mariana Duque Mariño / Yuliana Lizarazo Adriana Pérez / Aymet Uzcategui \| \| \| \| non giocato \| |                                                                                                 |                                                                                                 |             |     |   |             |
| |                                                                                                 |                                                                                                 | 1           | 2   | 3 |             |
| 1 | Colombia (bandiera) · Venezuela (bandiera)                                                      | Yuliana Lizarazo Aymet Uzcategui                                                                | 6 1         | 6 1 |   |             |
| 2 | Colombia (bandiera) · Venezuela (bandiera)                                                      | Mariana Duque Mariño Adriana Pérez                                                              | 6 4         | 6 0 |   |             |
| 3 | Colombia (bandiera) · Venezuela (bandiera)                                                      | Mariana Duque Mariño / Yuliana Lizarazo Adriana Pérez / Aymet Uzcategui                         |             |     |   | non giocato |

#### Cile vs. Bolivia
| Cile 0 | La Loma Centro Deportivo, San Luis Potosí, Messico 7 febbraio 2015 cemento (outdoor - decoturf) | La Loma Centro Deportivo, San Luis Potosí, Messico 7 febbraio 2015 cemento (outdoor - decoturf) | Bolivia 2 |     |   |             |
| \| \| \| \| 1 \| 2 \| 3 \| \| \| - \| \| ------------------------------------------------------------------------------ \| --- \| --- \| - \| ----------- \| \| 1 \| \| Fernanda Brito Noelia Zeballos \| 4 6 \| 4 6 \| \| \| \| 2 \| \| Daniela Seguel María Fernanda Álvarez Terán \| 1 6 \| 1 6 \| \| \| \| 3 \| \| Fernanda Brito / Daniela Seguel María Fernanda Álvarez Terán / Noelia Zeballos \| \| \| \| non giocato \| |                                                                                                 |                                                                                                 |           |     |   |             |
| |                                                                                                 |                                                                                                 | 1         | 2   | 3 |             |
| 1 | Cile (bandiera) · Bolivia (bandiera)                                                            | Fernanda Brito Noelia Zeballos                                                                  | 4 6       | 4 6 |   |             |
| 2 | Cile (bandiera) · Bolivia (bandiera)                                                            | Daniela Seguel María Fernanda Álvarez Terán                                                     | 1 6       | 1 6 |   |             |
| 3 | Cile (bandiera) · Bolivia (bandiera)                                                            | Fernanda Brito / Daniela Seguel María Fernanda Álvarez Terán / Noelia Zeballos                  |           |     |   | non giocato |

### Verdetti
- Paraguay ai play-off per il Gruppo Mondiale II.
- Cile e Venezuela retrocedono nel gruppo II per il 2016.

## Gruppo II
- Sede: Centro Nacional de Tenis Parque del Este, Santo Domingo Este, Rep. Dominicana (superficie da stabilire)
- Periodo: 24-27 giugno
- Formula: quattro gironi (Pool) di cui tre da 3 squadre e uno da 4, in cui ogni squadra affronta le altre incluse nel proprio Pool. Successivamente la prima in classifica di ciascun Pool affronta le altre per stabilire due promozioni. Le altre squadre, ad eccezione dell'ultima del gruppo da 4, spareggiano per i posizionamenti.

- Bahamas
- Barbados
- Bermuda
- Costa Rica
- Rep. Dominicana
- Ecuador
- Guatemala

- Honduras
- Panama
- Perù
- Porto Rico
- Trinidad e Tobago
- Uruguay